# ストーンウォール・イン
ストーンウォール・イン（英: Stonewall Inn、略称:ストーンウォール）は、ニューヨーク市のグリニッジ・ビレッジ地区で営業するバー兼レストランで、1969年にストーンウォールの反乱（Stonewall Riots）が発生した場所である。この事件により、同性愛者解放運動が広がり、LGBTに対するアメリカ合衆国の政策が大きく変わっていった。事件までの3年間（1967年から1969年まで）営業していた初代店舗は、クリストファー・ストリートで隣り合う51番地（東側）と53番地（西側）にあり、1つの店舗として結合されて営業していた。1969年の事件後にストーンウォール・インは廃業したが、2007年から再生され営業をしている。1999年にアメリカ合衆国国家歴史登録財、2000年にアメリカ合衆国国定歴史建造物の指定を受け、2016年には建物周辺地域と共に「アメリカ合衆国ナショナル・モニュメント（国定文化遺産保護地域）」に指定された。

## 概要
1964年までウォールストーン・インは異性愛者向けのバーとして営業していたが、火災により廃業。1966年からゲイバーとして営業を始めた。1969年、警察による取り締まり時に、LGBT側からの激しい抵抗が起き騒乱となり、これをきっかけにアメリカ合衆国内ではLGBT側の権利が確立していった。店舗は事件後、廃業した。 
事件の1年後に行われた記念パレードの形式は、世界中に「プライド・パレード」として広まっていった。 
1987年から1989年まで、初代店舗の東半分となるクリストファー・ストリート51番地では「ストーンウォール」という名称でバーが営業され、その閉店時には、初代店舗の象徴でもあった縦型看板が建物から取り外され、事件当時からの内装も残されなかった。 
1990年、初代店舗の西半分となるクリストファー・ストリート53番地には、新しく「ニュー・ジミーズ（New Jimmy's）」という名前のバーに賃貸され、約1年後にそのバーのオーナーは店名を「ストーンウォール」に変更したが、2006年に廃業した。
2007年、3人の投資家やLGBT活動家によりクリストファー・ストリート53番地の建物が購入され、以後、新生「ストーンウォール・イン」として営業している（詳細は後述）。
上述のとおり、隣り合うクリストファーストリート51番地と53番地の建物は私有地ではあるが、1999年にアメリカ合衆国国家歴史登録財に登録され、2000年にはアメリカ合衆国国定歴史建造物に指定された。 これらはLGBTQ関連の施設として、州および国家歴史登録財に登録された最初の資産であり、最初の国定歴史建造物である。
2015年6月23日、LGBTの歴史における地位に基づいてニューヨーク市歴史建造物として認められた。
2016年6月24日には、「LGBTに対する社会の捉え方や国の政策が変わる転換点を後世に伝えていくため」として、ストーンウォール・インと周辺道路や向かい側のクリストファー・パークなどを含む3.1haのエリアが「Stonewall National Monument」という名称が付けられ、LGBT関連の施設として初めて、国の史跡「アメリカ合衆国ナショナル・モニュメント（国定文化遺産保護地域）」に指定された。
2019年には、ストーンウォールの反乱50周年を記念したイベント「ストーンウォール50 – ワールドプライドNYC2019（Stonewall 50 – WorldPride NYC 2019）」を開催。参加者15万人、観衆500万人が集まった。
55周年の2024年6月28日に、51番地（初代店舗の東半分）側にストーンウォール・ナショナル・モニュメント・ビジター・センター（Stonewall National Monument Visitor Center; SNMVC）がオープンする。別店舗となっていた53番地と51番地の建物の外装デザインは、事件当時のように統一された。

## 初期の歴史
19世紀の半ば、隣り合うクリストファー・ストリート51番地・53番地のそれぞれに、厩舎が建設された。1930年には、パン屋を出店させるために1つの店舗として結合された。
1930年、経営者ヴィンセント・ボナビアを冠して「ボニーズ・ストーンウォール・イン（Bonnie's Stonewall Inn）」、略称「ストーンウォール・イン」を、7番街南91番地にオープンさせた。軽食とノンアルコール飲料を提供するティールーム兼レストランとしていたが、実態は、当時の禁酒法下における隠れ酒場だった。1930年12月には他店と共に禁酒法当局によって強制捜査された。
禁酒法が終わった翌年の1934年、ボナビアは店舗をクリストファーストリート51番地・53番地に移転し、建物の袖に「ボニーズ・ストーンウォール・イン（Bonnie's Stonewall Inn）」という大きな縦型看板が設置された。
1964年までは、異性愛者向けのレストランとナイトクラブバーとして営業していたが、火災により内装を焼失。
1966年に、マフィアのメンバー3人がストーンウォール・インに投資し、店舗をゲイバーに変えた。マフィアにとっては、当時まだ社会的に敬遠されていたゲイ・コミュニティに対して「保護の場」を与えると共に、その対価として定期的な報酬を要求するというビジネスで、利益を得ようとするものだった。マフィアは、隠れた裕福な後援者を脅迫することも一般的だった。
ストーンウォールにはダンスフロアとジュークボックスがあったため、人気のゲイバーになった。警察による強制捜査は頻繁に行われていたが、この店は、ニューヨーク市内で同性愛カップルが一緒にスローダンスを楽しめる数少ないバーのひとつだった。このバーは酒類販売免許の要件を避けるために、常連客が入店時に日誌に署名するプライベートクラブとして運営され、オーナーは見返りとして地元警察に現金の賄賂を渡していた。このバーは、公然には売春に使用されてはいなかったが、麻薬販売や肉体関係に関する現金取引は行われていた。当時多くのバーは、強制捜査でアルコールが押収された場合でも、できるだけ早く営業を再開できるように、バーの後ろの秘密パネルやブロックの下に酒の在庫を保管していた。

## ストーンウォールの反乱

1969年当時のストーンウォール・インのレイアウト

1969年6月28日（土曜）の未明、ストーンウォール・インへの警察による強制捜査が行われ、これに抵抗・抗議する現場の群衆との騒乱事件が起きた。
午前1時20分頃、ニューヨーク市警察副分隊風紀課（the New York City Police Department Vice Squad Public Morals Division）のシーモア・パイン（Seymour Pine）と警察官4名が、すでにバー内に潜入していた男性2名と女性2名の警察官と合流。店内では、店員が常連客に警察の到着を知らせる合図として、ダンスフロアの照明が点滅した。
この日は、警察のワゴンを使った逮捕者の移送と、没収したアルコール移動に関し、通常より時間がかかった。そのため、現場で逮捕を逃れた常連客や傍観者の群衆が店舗の外に増え始め、夜がふけるにつれて群衆は膨れ上がった。作家のデビッド・カーターは、「警察官たちは群衆を恐れるあまり、45分間もバーから出ることをためらった」と述べている。
手錠をかけられたレズビアンの客（後にストーメ・デラーヴェリー（Stormé DeLarverie）と判明）が、バーのドアから警察のワゴンまで護送されたとき、彼女は叫び声を上げながら、警官4人と約10分間格闘した。彼女は群衆に向かって「なぜあなたたちも何かしないの?!（Why don't you guys do something?!）」と叫んだのをきっかけに、群衆が暴徒化した。
警察は群衆の一部を制止しようとして数人を殴ったが、それにより暴動がエスカレートし、バーが放火されるまでに至った。ニューヨーク市警察の戦術警察部隊（Tactical Police Force; TPF）が到着し、バー内に立てこもった警察官たちを保護。この騒乱は午前4時まで続いた。
この事件は、「ゲイ解放戦線（Gay Liberation Front）」や街頭女装愛好家集団「ストリート・トランスベスタイト・アクション・レボリューショナリーズ（Street Transvestite Action Revolutionaries; STAR）」などのような、アメリカ合衆国における急進的なゲイ活動家グループの結成につながった。 事件の1年後、「クリストファー・ストリート解放デー（CHRISTOPHER STREET LIBERATION DAY）」が初開催された。この記念イベントでは、グリニッジ・ヴィレッジからセントラル・パークまでのパレードが行われた。このイベントはその後「NYC Pride March」となり、アメリカ合衆国や他の国々での プライド・パレードの原型となった。

## 事件後
クリストファーストリートの6番街と7番街の間のブロックは「ストーンウォール・プレイス（Stonewall Place）」と名づけられた。
事件後、店舗スペースは西側建物（53番地）と東側建物（51番地）に分割され、ベーグルサンドイッチショップ、中華レストラン、靴屋など、さまざまな業態が入居し営業していった。
1991年、初代店舗の西側にあたるクリストファー・ストリート53番地に「ストーンウォール」という新しいゲイバーがオープン。このクラブは人気を博したが、運営管理が行き届かず近隣住民からの騒音苦情のため、2006年に閉店した。
1999年6月、グリニッジ・ヴィレッジ歴史保存協会とレズビアンやゲイの建築家・デザイナーたちの努力により、ストーンウォールを含む地域はゲイとレズビアンにとっての歴史的重要性を理由に、アメリカ合衆国国家歴史登録財に登録された。登録地域は、ストーンウォール・イン、クリストファー・パーク、および周囲の道路と歩道の一部に及ぶ。この地域は、2000年2月にアメリカ合衆国国定歴史建造物に指定された。
2007年1月、実業家ビル・モーガン（Bill Morgan）とカート・ケリー（Kurt Kelly）、LGBT権利活動家で投資家のステイシー・レンツ（Stacy Lentz）により、ストーンウォール・イン（53番地側、初代店舗の西半分）の大規模な改修工事が行われた。2007年3月、ステイシー・レンツはストーンウォール・インを再オープンし、さまざまな地元音楽アーティストによるパフォーマンス、ドラァグショー、トリビアナイト、キャバレー、カラオケ、プライベートパーティーなどが開催されている。2011年にニューヨーク州で結婚平等法（Marriage Equality Act）が成立してからは、同性愛者の結婚披露宴の場としても提供されている。
2015年6月23日、ニューヨーク市歴史建造物保存委員会によりニューヨーク市歴史建造物として認められた。
2016年6月24日には、「LGBTに対する社会の捉え方や国の政策が変わる転換点を後世に伝えていくため」として、ストーンウォール・インと周辺のクリストファー・パークのエリア「Stonewall National Monument」が、LGBT関連の施設として初めて、国の史跡「アメリカ合衆国ナショナル・モニュメント（国定文化遺産保護地域）」に指定された。
事件後は別店舗だった51番地（初代店舗の東半分）の賃貸契約が行われ、ストーンウォール・ナショナル・モニュメント・ビジター・センター（Stonewall National Monument Visitor Center; SNMVC）として、事件から55周年の2024年6月28日にオープン予定。LGBTQ+の歴史と文化を知るための展示やバーチャルツアーなどが配置される。これに先立って、51番地と53番地の2つの建物は、事件当時のように外装を統一し、51番地側の大きな縦型看板も復活させた。

## 大衆文化におけるストーンウォール
- 小説『The Beautiful Room Is Empty』 （1988年） - エドマンド・ホワイト（Edmund White）による自叙伝。たまたまストーンウォールの反乱に遭遇したホワイト自身による事件の描写がある[31]。
- 『The Stonewall Celebration Concert』（1994年） - ブラジル人のシンガー・ソングライター、レナト・ルッソ（Renato Russo）による、事件25周年を記念した初のソロ・アルバム。付属の小冊子には29の社会団体に関する情報が掲載され、売り上げの一部が各団体に寄付された。
- 映画『Stonewall』（1995年） - 監督ナイジェル・フィンチ（Nigel Finch）。ストーンウォールの反乱に至るまでを描く[32]。
- 演劇『Hit the Wall』（2012年） - 脚本アイク・ホルター（Ike Holter）。ストーンウォールの反乱を描く[33]。
- 映画『ストーンウォール（Stonewall）』（2015年） - 監督ローランド・エメリッヒ（Roland Emmerich）。架空の若いゲイ男性を主人公したドラマ。主演はジェレミー・アーヴァイン。
- 短編映画『Happy Birthday, Marsha!』（2018年） - ストーンウォールの反乱までの数時間のマーシャ・P・ジョンソンとシルヴィア・リベラの人生を描いたフィクション。ジョンソン役はマイア・テイラー。
- マドンナ - 2018年12月31日にストーンウォール・インにおいてサプライズでパフォーマンスを行った。2019年の50周年記念式典では大使に任命された。